# Agareb (Syrien)
Agareb oder Uqeiribat oder Uqayribat (arabisch عقيربات, DMG ʿUqairibāt) ist eine Siedlung in Syrien im Bezirk Salamieh im Gouvernement Hama. Es liegt am westlichen Fuß des Dschabal Bal'as, an der Straße, die Tudmur (Palmyra) im Südosten mit Salamiyya im Westen verbindet. Der Ort hat 2745 Einwohner.

## Geschichte
Agareb wurde als angeblicher Standort der römischen Stadt Occaraba identifiziert, die in der Tabula Peutingeriana aufgeführt ist. In der Notitia dignitatum, einem römischen Dokument, wird Occaraba als Kavalleriegarnison (équites) der Illyrischen Legion erwähnt. Der tschechische Entdecker Alois Musil fand jedoch während seiner Expedition im 20. Jahrhundert keine römischen Ruinen in der Gegend.
Laut dem persischen Geographen Ibn Chordadhbeh aus dem 9. Jahrhundert war Agareb während des abbasidischen Kalifats einer der administrativen Unterbezirke von Homs, zusammen mit al-Qastal, Salamieh und Zumayn, die alle Teil des größeren Militärbezirks Dschunde de Hims waren. Während des 13. Jahrhunderts war es weiterhin ein administrativer Unterbezirk von Homs.
Im Jahr 1900 wurde die moderne Siedlung von einer Gruppe von Bauern gegründet, die aus der Region Palmyra eingewandert waren. Die Siedlung wurde auf einer kleinen Anhöhe errichtet. Das Osmanische Reich, das Syrien zwischen 1517 und 1917 regierte, richtete dort einen Polizeiposten ein.
Während des syrischen Bürgerkriegs wurde die Siedlung 2014 vom Islamischen Staat besetzt, aber im September 2017 von der syrisch-arabischen Armee zurückerobert.